# Gymnastiek (sport)

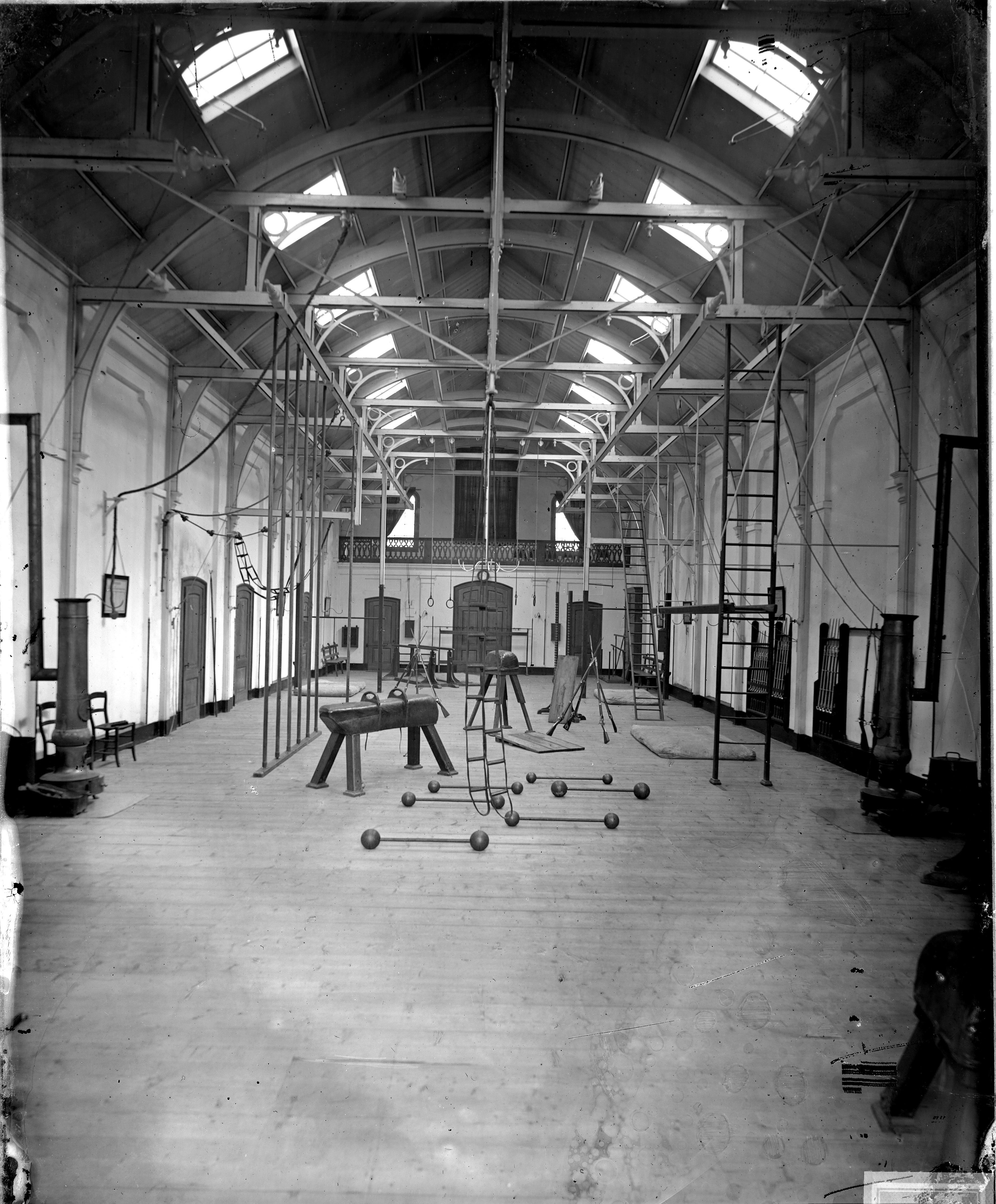
Gezicht op de gymnastiekzaal van de gymnastiekschool, aan de Pieterskerkgracht nr. 7 in Leiden, ingericht met onder andere ringen, bok en halters. Eind 19de eeuw

Gymnastiek is de verzamelnaam voor alle sporten die enigerlei vorm van acrobatiek in zich hebben. In Nederland behartigt de Koninklijke Nederlandse Gymnastiek Unie (KNGU) de belangen van al deze sporten en bepaalt ook de verdeling van het geld dat wordt gespendeerd aan de verschillende disciplines. In Vlaanderen gebeurt dit door de GymFed; op mondiaal niveau is dat de Fédération Internationale de Gymnastique.

## Disciplines
Verschillende organisaties delen de sport in verschillende disciplines in.
De Fédération Internationale de Gymnastique hanteert de volgende indeling in disciplines:
- Gymnastics for all
- Artistieke gymnastiek (turnen)
- Ritmische gymnastiek
- Trampolinespringen
- Aerobics
- Acrogym (Acrobatische gymnastiek)

De Vlaamse Gymnastiekfederatie heeft de volgende indeling:
- Acrobatische gymnastiek
- Artistieke gymnastiek
- Dans en Demo
- Ritmische gymnastiek
- Trampolinespringen
- Tumbling
- Recreatieve gymnastiek

De Koninklijke Nederlandse Gymnastiek Unie maakt onderscheid tussen de volgende disciplines:
- Gymmen: acrobatische gymnastiek, aangepast sporten, peuter- en kleutergym, beweegdiploma, ritmische gymnastiek en 50+-gym
- Dansen: streetdance en jazzdans
- Turnen: turnen voor dames en heren en rhönradturnen
- Springen: freerunning, groepsspringen (waaronder TeamGym) en trampolinespringen

## Basiselementen
Enkele voorbeelden van turnoefeningen:
- Flik-flak
- Arabier (ook wel rondat genoemd)
- Radslag
- Vrij rad
- Salto
- Handstand
- Overslag
- Koprol